# María Mónica Merenciano
María Monica Merenciano Herrero (nascida em 1 de agosto de 1984) é uma judoca paralímpica espanhola. Na categoria até 57 kg, María foi medalha de bronze nos Jogos Paralímpicos de Pequim 2008 e Londres 2012.